# 西有田県立自然公園
座標: 北緯34度04分25秒 東経135度04分44秒 / 北緯34.073689度 東経135.079019度
西有田県立自然公園（にしありだけんりつしぜんこうえん）は、和歌山県にある県立自然公園である。面積6.53km2。1956年指定。宮崎ノ鼻（有田市）から唐尾湾（広川町）に至る典型的なリアス式海岸が特色。

## 観光スポット
- 宮崎の鼻
- 栖原海岸
- 名南風鼻及び鷹島の景観
- 西広海岸[2]